# Jacek Lachowicz
Pour les articles homonymes, voir Lachowicz.
Jacek Lachowicz (né le 15 novembre 1972 à Gostyninie, en Pologne) est un musicien, auteur et producteur polonais.

## Biographie
Il commence sa carrière musicale en jouant du synthétiseur dans le groupe de rock alternatif Ścianka de 1996 à 2005. En l'an 2000 il devient le clavieriste du groupe Lenny Valentin avec la collaboration de plusieurs membres de Ścianka, jusqu'à leur séparation en 2001.
En 2009, il poursuit sa carrière musicale en tant qu'auteur interprète en solo sous le nom de Lachowicz. Ses chansons font partie de la musique alternative, tout en se plaçant en tête des principales chaînes musicales polonaises avec Płyń. Au début de 2008, il participe en collaboration avec Ania Dąbrowska dans Płyń, en devenant, pendant plusieurs semaines, la chanson la plus écoutée de la radio du pays.

## Discographie en solo
- 2004 : Split EP
- 2004 : Jacek Lachowicz (album)
- 2007 : Za morzami
- 2008 : Runo

## Filmographie
En tant que musicien :
- 2004 : La Noce
- 2006 : Oda do radości dans lequel il joue Płyń.
- 2007 : Kilka prostych słów
- 2011 : Bez tajemnic